# Katy Taylor

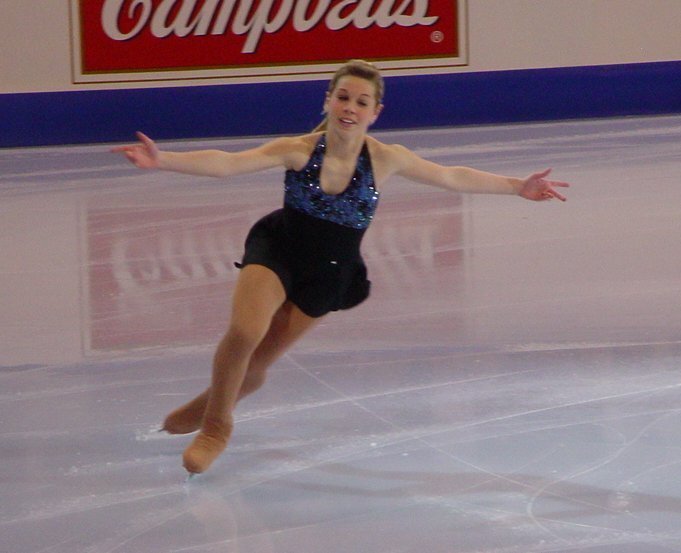
Katy Taylor

Katy Lynn Taylor (Houston, 22 oktober 1989) is een voormalige Amerikaanse kunstschaatsster.
Taylor was actief als soliste en ze trainde bij Jana Conter en Mark Poole.
Ze nam twee keer deel aan een internationaal kampioenschap en beide keren nam ze plaats op het erepodium. Op het WK voor junioren in 2004 won ze de bronzen medaille en op het Viercontinentenkampioenschap 2006 veroverde ze de titel.

## Persoonlijke records
| records             | punten | datum      | toernooi |
| ------------------- | ------ | ---------- | -------- |
| Hoogste totaalscore | 164.05 | 28-01-2006 | 4CK      |
| Hoogste korte kür   | 057.26 | 26-01-2006 | 4CK      |
| Hoogste lange kür   | 106.79 | 28-01-2006 | 4CK      |

## Belangrijke resultaten
| Kampioenschap                | 2003 | 2004   | 2005 | 2006 | 2007 |
| ---------------------------- | ---- | ------ | ---- | ---- | ---- |
| Viercontinentenkampioenschap |      |        |      | Goud |      |
| Nationaal Kampioenschap      |      |        | 9e   | 4e   | 8e   |
| WK junioren                  |      | Brons  |      |      |      |
| NK Junioren                  | *    | Zilver |      |      |      |

* bij de novice